# سعادت آکسوی
سعادت آکسوی (به ترکی استانبولی: Saadet Aksoy؛ زادهٔ ۲۹ اوت ۱۹۸۳) هنرپیشه اهل ترکیه است. وی از سال ۲۰۰۳ میلادی تاکنون مشغول فعالیت بوده‌است.
از فیلم‌ها یا برنامه‌های تلویزیونی که وی در آن نقش داشته‌است می‌توان به تخم‌مرغ، شیر، عشق به زبان دیگر، ریباند، دوبار متولد شد، حریم سلطان و وطنم تویی اشاره کرد.